# Cristina Scarlat
Cristina Scarlat (Kisinyov, 1981. március 3. –) moldáv énekesnő. Ő képviselte Moldovát a 2014-es Eurovíziós Dalfesztiválon, a dán fővárosban, Koppenhágában. Versenydala a Wild Soul volt.

## Zenei karrier

### 2014-es Eurovíziós Dalfesztivál
2014. március 15-én megnyerte az O Melodie Pentru Europa-t, a moldáv eurovíziós válogatóversenyt, így a 2014-es Eurovíziós Dalfesztiválon, Koppenhágában ő képviselhette hazáját.
2014. május 6-án, a dalfesztivál első elődöntőjében lépett fel, ahol nem sikerült továbbjutnia a döntőbe.